# Шлембарк
Шлембарк (пол. Szlembark) — село в Польщі, у гміні Новий Торг Новотарзького повіту Малопольського воєводства.
Населення — 592 особи (2011).
У 1975-1998 роках село належало до Новосондецького воєводства.

## Демографія
Демографічна структура станом на 31 березня 2011 року:
|          | Загалом | Допрацездатний вік | Працездатний вік | Постпрацездатний вік |
| -------- | ------- | ------------------ | ---------------- | -------------------- |
| Чоловіки | 299     | 88                 | 193              | 18                   |
| Жінки    | 293     | 69                 | 176              | 48                   |
| Разом    | 592     | 157                | 369              | 66                   |